# ホワット・ア・ウェイスター
ホワット・ア・ウェイスター (What a Waster) は、ザ・リバティーンズの1stシングル。歌詞で使用されている「ウェイスター」とは、ドラッグとアルコールの過剰使用者のことである。映画『フットボールファクトリー』で使用された。この曲は歌詞の内容が冒涜的すぎたため、ほとんど放送に使用されなかった。「ホワット・ア・ウェイスター」は、はじめデビューアルバム『リバティーンズ宣言』に収録されなかったが、再発の際に13番目のトラックとして収録された。
「ホワット・ア・ウェイスター」は、アダム・グリーンにカバーされたことがある。

## 収録曲

### CD
1. ホワット・ア・ウェイスター - What a Waster
2. アイ・ゲット・アロング - I Get Along
3. メイデイ - Mayday

### 7"
1. ホワット・ア・ウェイスター - What a Waster
2. アイ・ゲット・アロング - I Get Along